# Nacional III
Nacional III és una pel·lícula espanyola de comèdia de l'any 1982 dirigida per Luis García Berlanga i escrita per aquest mateix al costat de Rafael Azcona, tercera part de la trilogia sobre la família Leguineche després de L'escopeta nacional (1978) i Patrimonio nacional (1981).
Es va rodar a Madrid, Ciudad Real i Biarritz, La pel·lícula narra com després del Cop d'estat del 23 de febrer de 1981 i davant l'imminent triomf electoral dels socialistes, els Leguineche decideixen treure els seus diners d'Espanya per a protegir-lo.
Es va proposar fer una quarta part sobre la saga Leguineche, però es va frustrar per diverses raons. Rafael Azcona i Luis García Berlanga van decidir rodar abans La vaquilla (una de les millors pel·lícules sobre la Guerra Civil espanyola), i la mort de l'actor protagonista de la saga, Luis Escobar Kirkpatrick, va acabar amb el projecte definitivament.

## Argument
El marquès de Leguineche ha malvenut el seu palau per quatre rals i s'ha traslladat amb Luis José, el seu fill, a un pis que ha comprat al costat del Retiro, al carrer Alfonso XII. Els acompanyen Segundo i Viti, els seus criats de sempre, i el pare Calvo. Luis José porta uns anys separat de la seva dona, Chus, que està a Extremadura, en la finca del seu pare.
La història comença el 23 de febrer de 1981, en ple cop d'estat. Mentre Luis José i Segundo projecten patentar el "Platoespaña" que els ha de deixar abundants beneficis amb el Mundial de Futbol, el pare Calvo anhela un triomf del cop i Viti, convertida de criada en amant del marquès (amb la total indiferència del seu marit), atén la casa com la propietària in pectore que és.
Un telegrama els notifica la mort sobtada del pare de Chus. Tota la família es trasllada a Extremadura, per assistir a l'enterrament i veure si poden treure alguna cosa de l'herència. Luis José i Chus es reconcilien.
Davant el temor que els socialistes arribin al poder, Chus, fent cas de les indicacions de Luis José, decideix vendre la seva part de l'herència, convertir-la en efectiu i evadir el capital a França. Ho intenten a través d'un convent i un correu especialitzat, però finalment l'intentaran camuflar-lo a l'escaiola de Luis José, que viatjarà a Lorda en una peregrinació per a malalts.

## Personatges principals
- Don José, Pepón pels íntims, marquès de Leguineche (Luis Escobar)
- Viti, la seva amant i mestressa (Chus Lampreave)
- Luis José de Leguineche, fill del marquès (José Luis López Vázquez)
- María Jesús, "Chus", esposa de l'anterior (Amparo Soler Leal)
- Pare Calvo, capellà de la família (Agustín González)
- Segundo, criat de confiança de Luis José (Luis Ciges)
- Álvaro, nebot polític de Leguineche (José Luis de Vilallonga)

## Crítiques
La saga (L'escopeta nacional, Patrimonio nacional i Nacional III) va ser un èxit en crítica com en taquilla, aconseguint 1.622.164 € (2.061.027 espectadors) la primera, 1.204.997,48 € (1.121.459 espectadors) la segona i 552.590,77 € (392.889 espectadors) la tercera.
L'inici de la història, en què els habitants de la casa segueixen per ràdio i televisió el desenvolupament del cop d'estat, correspon a les nou o deu del matí del 23 de febrer de 1981, però en realitat, els fets van succeir a la tarda.

## La trilogia "Nacional"
Com a curiositat, aquesta seria el final de la segona trilogia del cinema espanyol; la primera va ser La gran familia, que seria tetralogia amb La gran familia... 30 años después ((fins i tot sent un telefilm). Posteriorment hi ha hagut unes altres com les de Torrente (Torrente, Torrente 2, 3, 4 i 5) i les de Carlos Saura sobre música urbana: Flamenco, Tango i Fados.

## Viva Rusia
El 27 de maig de 2008 el director Luis García Berlanga va depositar en una caixa forta del Banc Central un misteriós sobre del qual es desconeixia el seu contingut. Les ordres donades pel director eren que el contingut d'aquesta caixa forta només podria revelar-se en la celebració del seu centenari. El dia 10 de juny de 2021 es va produir l'obertura d'aquesta caixa forta revelant així el seu contingut. Allí va reposar durant tretze anys el guió de la pel·lícula Viva Rusia, la quarta pel·lícula de la saga Legeniche. Al costat del guió, es va trobar també un exemplar de la seva autobiografia i un exemplar de la revista "L'àvant-scéne", dedicat a la seva pel·lícula "El verdugo". El guió va romandre exposat a visites, dins d'una urna de cristall, a la Reial Acadèmia de Belles Arts de Sant Ferran fins al 5 de setembre de 2021.